# Ostrovul Haralambie
Ostrovul Haralambie este o arie protejată de interes național ce corespunde categoriei a IV-a IUCN (rezervație naturală de tip floristic și faunistic) situată în județul Călărași, pe teritoriul administrativ al comunei Dorobanțu.

## Localizare
Aria naturală cu o suprafață de 44,90 hectare se află pe Dunăre,  în partea central-sudică a județului Călărași și cea sud-estică a satului Vărăști, în imediata apropiere de rezervația naturală Ostrovul Ciocănești din zona Luncii Dunării.

## Descriere
Rezervația naturală a fost declarată arie protejată prin Hotărârea de Guvern Nr.2151 din 30 noiembrie 2004 (privind instituirea regimului de arie naturală protejată pentru noi zone) și reprezintă un ostrov (o insulă) pe fluviul Dunăre, ce sigură condiții de hrană și viețuire pentru mai multe specii de păsări, mamifere, reptile și amfibieni; cu floră și faună diversificată, specifică zonelor umede.
Planul de management a fost aprobat prin Ordinul ministrului mediului, apelor și pădurilor nr.908 din 2023 privind aprobarea Planului de management al siturilor Natura 2000 ROSCI0131 Oltenița—Mostiștea—Chiciu (incluzând rezervația naturală IV.20. Ostrovul Haralambie), ROSPA0021 Ciocănești—Dunăre (incluzând rezervația naturală IV.21 Ostrovul Ciocănești), ROSPA0055 Lacul Gălățui, ROSPA0105 Valea Mostiștea, ROSPA 0136 Oltenița—Ulmeni ca urmare a Proiectului MySMIS 102123